# Североморск-1 (аэродром)
Североморск-1 — военный аэродром в Мурманской области, расположенный в 4 км южнее ЗАТО Североморск. Среди населения неофициально именовался «Большой», а аэродром «Североморск-2» — «Малый». До 1951 года имел наименование Ваенга-1.
С 1 мая 1998 года на аэродроме дислоцированы:
- 830-й ОКПЛВП (отдельный корабельный противолодочный вертолетный полк), на вооружении которого стоят вертолёты Ка-27.[2]
- 403-й ОСАП (отдельный смешанный авиационный полк), на вооружении которого стоят самолёты Ан-12, Ан-26, Ил-38, Ту-134.

## История
Аэродром был построен перед Великой Отечественной войной. Ещё с военных лет Ваенга-1 был известен среди лётно-технического состава как Большой аэродром. 23 декабря 1939 года на аэродроме начал формироваться 72-й смешанный авиационный полк ВВС Северного флота, став первым авиаполком ВВС СФ, на базе двух истребительных эскадрилий на самолётах И-15бис и одной бомбардировочной на самолётах СБ.
По соглашению с союзниками (Великобритания и США) 7 сентября 1941 года в ходе операции «Стрендж» с авианосца «Аргус» вышедшем в точку с координатами (69.30 с.ш; 33.10 в. д.) в Баренцевом море в Ваенгу-1 прибывают 24 самолёта «Харрикейн» из английского 151-го авиакрыла RAF. Перед их прибытием самолёты 72 САП были переведены на аэродром Ваенга-2.
Позже прибыли ещё 15 «Харрикейнов», доставленные ранее в Архангельск конвоем «Дервиш» и там собранные. В 151 авиакрыле ведущие советские лётчики прошли переобучение на английские самолёты. Через два месяца с целью дальнейшего переучивания уже советскими инструкторами на основе технической и учебной базы оставленной англичанами на аэродроме сформирован 78 истребительный авиационный полк ВВС Северного флота. Командиром полка назначен Борис Сафонов. Личный состав английского 151-го авиакрыла покинул Советский Союз кораблями. В марте 1942 года произведена ротация: лётно-технический состав на самолётах «Харрикейн» из 78 ИАП переведён во 2-й САП (бывший 72 САП), а часть личного состава 2-го САП на самолётах И-16 переведена в 78-й ИАП. Командирами полков назначены: 2-го САП Сафонов Б. Ф., 78-го ИАП Туманов И. К. (бывший командир 2-го САП).
В последующее военное время для усиления авиационной группировки Северного флота на аэродром активно прибывали советские авиационные подразделения и техника.
С апреля 1942 года до конца войны на аэродроме базировались самолёты Пе-3 95-го истребительного авиационного Краснознаменного полка ВВС Северного флота.
В сентябре 1942 года для удара по линейному кораблю «Тирпиц» в случае выхода немецкой эскадры на перехват конвоя PQ-18 (операция «Оратор») на аэродром прибыли 23 английских бомбардировщика «Хемпден». 16 октября 1942 года по решению правительства Великобритании все эти самолёты были безвозмездно переданы Советскому Союзу. На их базе сформированы 2 и 3 авиаэскадрильи нового 24 минно-торпедного авиационного полка. 1 авиаэскадрилья была сформирована из советских бомбардировщиков ДБ-3Ф. Командиром полка назначен Ведменко Н. Н. 31 мая 1943 года приказом НК ВМФ № 190 полк был преобразован в 9-й гв. МТАП ВВС СФ..
В марте 1944 года на аэродроме базировались части оперативной группы 36-й авиационной дивизии дальнего действия 8-го авиационного корпуса дальнего действия на самолётах Ил-4.
В период холодной войны аэродром имел важнейшее стратегическое значение, на нём базировались:
- 9 гвардейский морской ракетоносный Краснознаменный Киркенесский авиационный полк ВВС СФ (до 1961 года 9-й гв. МТАП ВВС СФ). 1 июня 1971 года был передан в состав ВВС Балтийского флота с перебазированием на аэродром Веретье. В 1974 году расформирован.
- 967 ОДРАП (отдельный дальний разведывательный авиационный полк), на вооружении которого стояли Ту-16; в 1993 году полк был перевооружен на Су-24 и преобразован в 146 ОРАЭ (отдельная разведывательная авиационная эскадрилья), а в 1997 году был полностью расформирован.
- 24 ОПЛАП ДД (отдельный противолодочный авиационной полк дальнего действия) в/ч 53126 двухэскадрильного состава Ил-38.